# カベゾン (潜水艦)
カベゾン (USS Cabezon, SS-334) は、アメリカ海軍の潜水艦。バラオ級潜水艦の一隻。艦名はカサゴ目カジカ科に属する食用魚カペゾンに因んで命名された（カベゾンはスペイン語で「大きな頭」を意味する）。

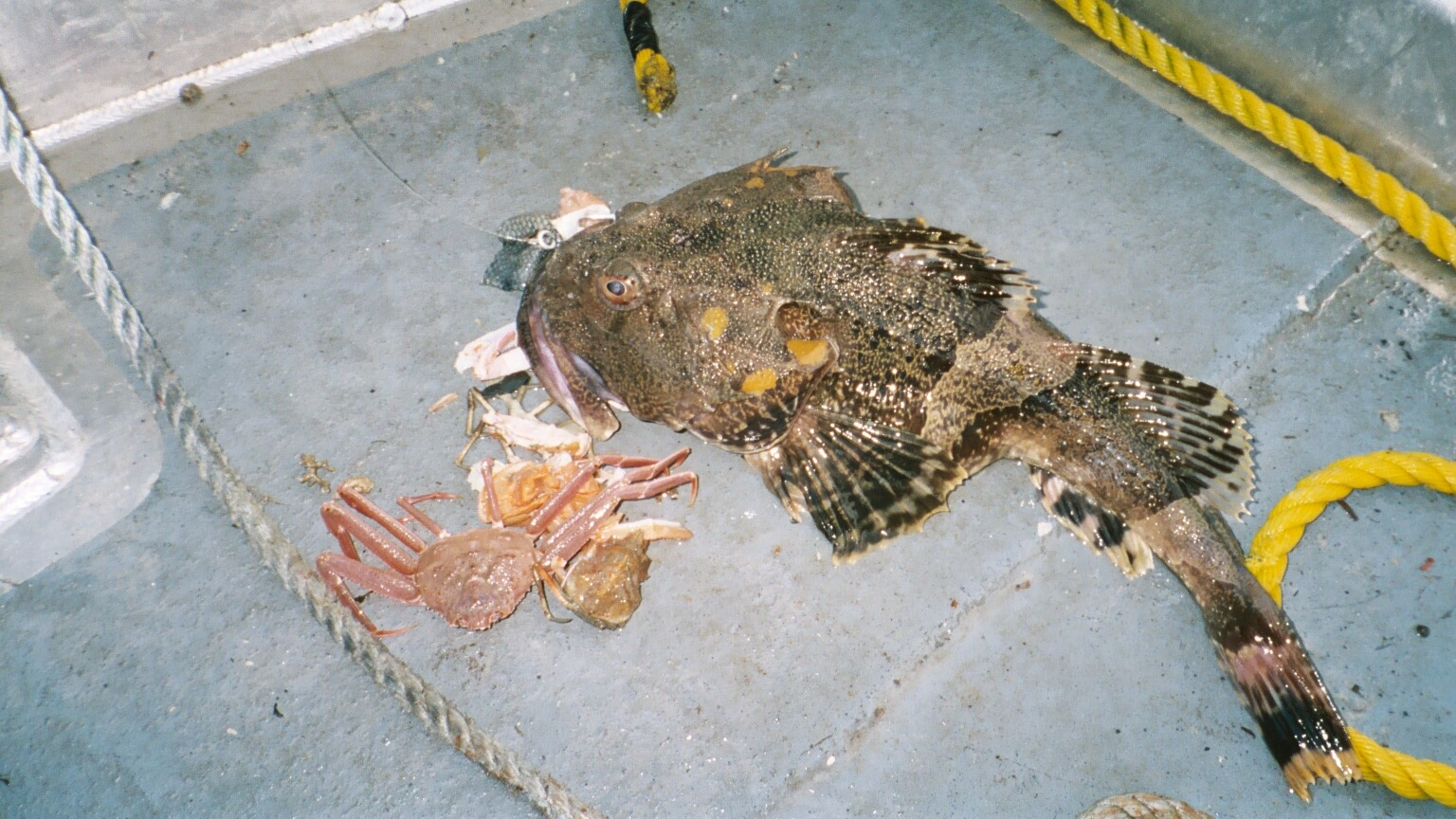
カベソン（Cabezon）

## 艦歴
カベゾンは1943年11月18日にコネチカット州グロトンのエレクトリック・ボート社で起工した。1944年8月27日にT・R・クーレイ夫人によって命名、進水し、12月30日に艦長ジョージ・W・ロートラップ・ジュニア中佐（アナポリス1934年組）の指揮下就役する。カベゾンはニューロンドンを1945年2月19日に出航し、フロリダ州キーウェストに向かう。キーウェストでは訓練および艦隊音響学校での任務で3週間を費やす。その後パナマ運河を経由して真珠湾に向かい、3月15日に到着した。

### 哨戒
5月25日、カベゾンは最初の哨戒でデイス (USS Dace, SS-247) 、アポゴン (USS Apogon, SS-308) およびマンタ (USS Manta, SS-299) とウルフパックを構成し、千島列島およびオホーツク海方面に向かった。6月18日、カベゾンは北緯50度23分 東経155度06分 / 北緯50.383度 東経155.100度の地点で幌筵島から出てきたばかりの輸送船団を発見。アポゴンが博愛丸（日本海洋漁業、2,614トン）を撃沈し、カベゾンは蔵王山丸（川崎汽船、2,631トン）を撃沈した。カベゾンがこの哨戒で敵を見たのはこの時だけだった。7月10日、カベゾンは46日間の行動を終えてミッドウェー島に帰投した。カベゾンはその後、修理を経て次期哨戒のためにサイパン島に回航されたが終戦となり、水上艦部隊の訓練標的艦任務に就いた。

### 戦後
カベゾンはサイパンでの任務の後に、9月7日から1946年1月12日までスービック湾を拠点としてフィリピン海域で沿岸での作戦活動および訓練に従事した。任務を終えたカベゾンは1946年2月6日、サンディエゴに到着した。その後しばらくは、沿岸での作戦活動に従事した。母港は真珠湾に変更され、1946年11月20日に到着、引き続き沿岸での作戦活動および西海岸での海軍予備役兵の訓練巡航を、南太平洋、北太平洋および北極圏で行った。1950年3月18日から7月29日および1952年4月21日から10月16日までの2度の極東巡航を行い、1952年の巡航では宗谷海峡の偵察も行った。カベゾンは不活性化のため1953年4月21日にメア・アイランド海軍造船所へ向けて出航する。カベゾンは1953年10月24日に予備役となり、太平洋予備役艦隊で保管される。その後、1970年5月15日に除籍され、1971年12月28日にスクラップとして売却された。
カベゾンは第二次世界大戦の戦功で1個の従軍星章を受章した。カベゾンの唯一の哨戒は成功として記録された。